# Garden City (Dakota del Sur)
Garden City es un pueblo ubicado en el condado de Clark en el estado estadounidense de Dakota del Sur. En el Censo de 2010 tenía una población de 53 habitantes y una densidad poblacional de 51,81 personas por km².

## Geografía
Garden City se encuentra ubicado en las coordenadas 44°57′33″N 97°34′50″O / 44.95917, -97.58056. Según la Oficina del Censo de los Estados Unidos, Garden City tiene una superficie total de 1.02 km², de la cual 1.02 km² corresponden a tierra firme y (0%) 0 km² es agua.

## Demografía
Según el censo de 2010, había 53 personas residiendo en Garden City. La densidad de población era de 51,81 hab./km². De los 53 habitantes, Garden City estaba compuesto por el 94.34% blancos, el 0% eran afroamericanos, el 0% eran amerindios, el 0% eran asiáticos, el 0% eran isleños del Pacífico, el 0% eran de otras razas y el 5.66% pertenecían a dos o más razas. Del total de la población el 5.66% eran hispanos o latinos de cualquier raza.